# 喀什河灌区
喀什河灌区是中国新疆维吾尔自治区伊犁哈萨克自治州的一个灌区，其水源为喀什河。灌区设计面积120万亩，实际面积为89.3万亩，进水闸设计流量为118立方米每秒。